# Bondi Tsunami
Bondi Tsunami é um filme independente australiano de 2004, dirigido por Rachael Lucas, inspirado pelos jovens turistas japoneses que vão para a Austrália em busca de sol e surf. É um filme de estrada sobre a cultura surf japonesa, contada através de uma série de montagens prolongadas com música, intercaladas com reflexões poéticas zen. Muitos dos diálogos são em língua japonesa, com poucas falas em inglês, apesar de ser uma produção australiana. Foi anunciado como "O primeiro filme de estrada japonês de surf da Australia." Embora incapaz de garantir um lançamento oficial nos cinemas devido ao seu apelo limitado, o filme atraiu um culto de seguidores com base em seu estilo controverso.
Duas cenas de Bondi Tsunami foram adaptadas de dois filmes de curta-metragem: Beach Route, vencedor do Port Macquarie Short Film Festival em 2003, e Gunja Men Ahead, que esteve na seleção oficial do New York Short Film Festival de 2004.

## Sinopse
Shark, um surfista japonês que vive em Bondi, na província australiana de Nova Gales do Sul, sem direção aparente, expectativas ou metas, decide se juntar a seu amigo Yuto e partir em uma viagem através do leste da Austrália. Como eles procuram a onda perfeita, se encontram com kimiko, a ex-namorada de Shark, uma menina que incorpora a cultura japonesa kawaii, e o misterioso Gunja, que afirma estar viajando para a cidade de Nimbin. Os quatro continuam sua jornada parando em muitos pubs, fumando grandes quantidades de maconha e visitando pontos turísticos australianos.

## Recepção
O filme foi recebido com reações mistas por parte dos espectadores. O crítico Russel Edwards, da revista Variety, descreveu Bondi Tsunami como equivocado, sem rumo e amadorístico, e criticou as técnicas de produção do filme. Megan Spencer, da rede nacional de rádio Triple J, voltada ao público jovem, foi mais generosa em sua crítica, dando ao filme uma nota 3.5 em uma escala de 0 a 5, louvando-o como ambicioso e experimental, mas considerou que imagens repetitivas e estilo semelhante a vídeos de música podem se tornar entediantes para alguns públicos.

## Elenco
- Keita Abe............ Yuto
- Taki Abe.............. Shark
- Nobuhisa Ikeda... Gunja
- Miki Sasaki.......... Kimiko.